# You Only Live Twice (soundtrack)
You Only Live Twice is de originele soundtrack van de vijfde James Bond-film van EON Productions uit 1967 met dezelfde naam. Het album werd voor het eerst uitgebracht in 1967 door United Artists Records.
De filmmuziek werd gecomponeerd door John Barry en bij de titelsong werd de tekst geschreven door Leslie Bricusse en gezongen door Nancy Sinatra. Hiermee is ze de eerste niet Britse zanger van de serie titelsongs. In 1967 stond het album in de Billboard 200 met hoogste notering, plaats 27.

## Nummers
| Nr. | Titel                                            | Duur |
| --- | ------------------------------------------------ | ---- |
| 1   | You Only Live Twice (Title Song) - Nancy Sinatra | 2:46 |
| 2   | Capsule in Space                                 | 2:42 |
| 3   | Fight at Kobe Dock / Helga                       | 4:01 |
| 4   | Tanaka's World                                   | 2:05 |
| 5   | A Drop in the Ocean                              | 2:58 |
| 6   | The Death of Aki                                 | 4:20 |
| 7   | Mountains and Sunsets                            | 3:10 |
| 8   | The Wedding                                      | 2:46 |
| 9   | James Bond / Astronaut?                          | 3:30 |
| 10  | Countdown for Blofeld                            | 2:38 |
| 11  | Bond Averts World War Three                      | 2:18 |
| 12  | You Only Live Twice (End Title) - Nancy Sinatra  | 3:33 |

Bonus Tracks (remastered soundtrack CD uit 2003)
| 13 | James Bond in Japan           | 10:41 |
| 14 | Aki, Tiger and Osato          | 5:44  |
| 15 | Little Nellie                 | 3:45  |
| 16 | Soviet Capsule                | 2:06  |
| 17 | Spectre and Village           | 3:46  |
| 18 | James Bond / Ninja            | 7:06  |
| 19 | Twice is the Only Way to Live | 2:48  |